# What I Like About You (phim truyền hình)
What I Like About You là một chương trình sitcom truyền hình lấy khung cảnh thành phố New York, kể về cuộc đời của 2 chị em gái, Valerie Tyler (Jennie Garth) và Holly Tyler (Amanda Bynes). Sê-ri phim được chiếu trên kênh WB từ 20 tháng 9 năm 2002 đến 24 tháng 3 năm 2006, với tổng cộng 86 tập phim được sản xuất.

## Sơ lược về bộ phim
What I Like About You kể về cuộc đời của Valerie Tyler và em gái cô, Holly. Valerie (Jennie Garth) là một người rất chặt chẽ trong công việc và đôi khi dễ bị kích thích. Holly (Amanda Bynes) là một thiếu niên thích đi ngao du và luôn chú ý đến vẻ bề ngoài của mình nhưng không muốn chuyển đến Nhật, nơi mà bố cô tìm được việc làm mới mà chuyển đến căn hộ của chị cô tại thành phố New York. Hai chị em rất hoà thuận và yêu thương lẫn nhau.

## Dàn diễn viên
- Amanda Bynes trong vai Holly Ann Tyler
- Jennie Garth trong vai Valerie Kelly 'Val' Tyler-Meladeo
- Wesley Jonathan trong vai Gary Johann Thorpe
- Nick Zano trong vai Vince
- Leslie Grossman trong vai Lauren
- Allison Munn trong vai Tina Haven
- Dan Cortese trong vai Vic Meladeo
- Simon Rex trong vai Jeff Campbell
- Michael McMillian trong vai Henry Gibson
- David de Lautour trong vai Ben Sheffield
- Stephen Dunham tron vai Peter

## DVD được phát hành
| Tên DVD                    | Ngày phát hành     | Số tập | Thông tin khác                      |
| -------------------------- | ------------------ | ------ | ----------------------------------- |
| The Complete First Season  | 1 tháng 5 năm 2007 | 22     | Gồm các chức năng và cảnh quay phụ. |
| The Complete Second Season |                    | 22     |                                     |
| The Complete Third Season  |                    | 24     |                                     |
| The Complete Fourth Season |                    | 18     |                                     |

## Đánh giá Nielsen
Dựa trên số người xem trung bình mỗi tập của bộ phim What I Like About You trên kênh The WB.
| Phần | Khung giờ (EDT)   | Khởi chiếu          | Kết thúc            | Xếp hạng | Số người xem (triệu) |
| ---- | ----------------- | ------------------- | ------------------- | -------- | -------------------- |
| 1    | Thứ Sáu 8:00 Tối. | 20 tháng 9 năm 2002 | 9 tháng 4 năm 2003  | #146     | 2.9                  |
| 2    | Thứ Năm 9:00 Tối. | 11 tháng 9 năm 2003 | 7 tháng 5 năm 2004  | #193     | 2.6                  |
| 3    | Thứ Sáu 8:00 Tối. | 17 tháng 9 năm 2004 | 20 tháng 5 năm 2005 | #148     | 2.5                  |
| 4    | Thứ Sáu 8:00 Tối. | 16 tháng 9 năm 2005 | 24 tháng 3 năm 2006 | #148     | 2.2                  |

## Các liên kết ngoài
- What I Like About You trên YTV Lưu trữ ngày 1 tháng 10 năm 2009 tại Wayback Machine
- What I Like About You trên Internet Movie Database